# Januch-Dżat
Januch-Dżat (hebr. יאנוח ג'ת; arab. يانوح-جت; ang. Yanuh-Jat) – samorząd lokalny położony w Dystrykcie Północnym, w Izraelu.

## Położenie
Miejscowość Januch-Dżat jest położona na wysokości 518 metrów n.p.m. na wzgórzach Zachodniej Galilei. Część miejscowości rozciąga się na zachodnich zboczach wzgórza Har Janoach (661 m n.p.m.), które jest ograniczone od północy głębokim wadi strumienia Masz'an. Wadi przechodzi dalej w kierunku zachodnim w wadi strumienia Jechiam. Jest on zasilany strumieniami Szial i Alum. Natomiast dolna część miejscowości jest położona na tarasie na wysokości około 400 metrów n.p.m. Jest on ograniczony od południa wadi strumienia Bet ha-Emek, który jest zasilany strumieniami Gita i Jano'ah. Strumienie Bet ha-Emek i Jechiam łączą się ze sobą na zachodzie. Okoliczny teren opada w kierunku zachodnim w stronę równiny przybrzeżnej Izraela. W jego otoczeniu znajdują się miejscowości Kefar Weradim, Kisra-Sumaj, Jirka i Abu Snan, moszawy Lappidot i En Ja’akow, kibuc Jechi’am, oraz wsie komunalne Gitta i Kelil. Po stronie zachodniej znajduje się strefa przemysłowa Tefen.

### Podział administracyjny
Januch-Dżat jest położone w Poddystrykcie Akki, w Dystrykcie Północnym.

## Demografia
Zgodnie z danymi Izraelskiego Centrum Danych Statystycznych w 2011 roku w Januch-Dżat żyło prawie 5,9 tys. mieszkańców, z czego 99,9% Druzowie i 0,1% Arabowie muzułmanie. Wskaźnik wzrostu populacji w 2011 roku wynosił 1,7%. Zgodnie z danymi Izraelskiego Centrum Danych Statystycznych średnie wynagrodzenie pracowników w Januch-Dżat w 2009 roku wynosiło 5069 ILS (średnia krajowa 7070 ILS).
| Wiek (w latach) | Procent populacji w % |
| --------------- | --------------------- |
| 0 – 4           | 11,2                  |
| 5 – 9           | 11,7                  |
| 10 – 14         | 10,9                  |
| 15 – 19         | 10,3                  |
| 20 – 29         | 17,7                  |
| 30 – 44         | 21,1                  |
| 45 – 59         | 11,7                  |
| 60 – 64         | 1,8                   |
| 65 –            | 3,7                   |

Źródło danych: Central Bureau of Statistics.

## Historia
Miejscowość Januch-Dżat powstała w 1990 roku w wyniku połączenia z sobą dwóch odrębnych osad: Januch i Dżat. Wioska Januch według niektórych teorii powstała na miejscu biblijnego miasta Janoach (hebr. יאנוח). W 1220 roku krzyżowcy wybudowali w tej okolicy zamek obronny nazwany Janut. Współczesna wieś druzyjska powstała w XVIII wieku. Zgodnie z lokalną tradycją nazwa osady Januch pochodzi od biblijnego patriarchy Noego. Francuski podróżnik Victor Guerin, który odwiedził Januch pod koniec XIX wieku opisał wieś, jako składającą się z dwóch dzielnic oddzielonych od siebie zbiornikiem wodnym. Sąsiednia wieś druzyjska Dżat powstała w XVII wieku, chociaż niektóre lokalne źródła wskazują na XI wiek. Francuski podróżnik Victor Guerin opisał pod koniec XIX wieku wieś jako zamieszkałą przez 150 Druzów. W jej okolicy były rozłożone gaje oliwne i figowe. W wyniku I wojny światowej w 1918 roku cała Palestyna przeszła pod panowanie Brytyjczyków. Przyjęta 29 listopada 1947 roku Rezolucja Zgromadzenia Ogólnego ONZ nr 181 w sprawie podziału Palestyny przyznawała ten rejon państwu arabskiemu. Podczas wojny domowej w Mandacie Palestyny na początku 1948 roku do obu wiosek wkroczyły siły Arabskiej Armii Wyzwoleńczej, które paraliżowały żydowską komunikację w całym obszarze Galilei. Podczas I wojny izraelsko-arabskiej Izraelczycy przeprowadzili w tym rejonie operację Hiram, i 28 października 1948 roku zajęli obie wioski. W izraelskiej armii służyła już wówczas druzyjska jednostka wojskowa, dlatego Izraelczycy nie wysiedlili mieszkańców obu wiosek. Dzięki temu zachowały one swój pierwotny charakter. W 1990 roku obie wioski zostały połączone w jedną wieś nazwaną Januch-Dżat. W tym samym roku otrzymała ona status samorządu lokalnego.

## Polityka
Siedziba władz samorządowych znajduje się w południowo-zachodniej części dzielnicy Januch.

## Architektura
Miasteczko posiada nietypową zabudowę, której układ przestrzenny wynika bezpośrednio z faktu, że powstało ono z połączenia dwóch oddzielnych wiosek. Po stronie zachodniej, na niższym poziomie jest położona dzielnica Dżat, natomiast w odległości niecałego kilometra na wschód i powyżej znajduje się dzielnica Januch. Miasteczko posiada typową arabską architekturę, charakteryzującą się ciasną zabudową i wąskimi, krętymi uliczkami. Zabudowa powstawała bardzo chaotycznie, bez zachowania jakiegokolwiek wspólnego stylu architektonicznego.

## Kultura
W miejscowości jest ośrodek kultury i biblioteka publiczna.

## Edukacja i nauka
W miejscowości znajduje się 5 szkół, w tym 3 szkoły podstawowe. W 2010 roku uczyło się w nich ogółem prawie 1,4 tys. uczniów, w tym prawie 800 w szkołach podstawowych. Średnia uczniów w klasie wynosiła 26.

## Sport i rekreacja
W centralnej części miasteczka znajduje się boisko do piłki nożnej. Mniejsze boiska oraz sale sportowe są zlokalizowane przy szkołach.

## Gospodarka
Lokalna gospodarka opiera się na rolnictwie i handlu. Część mieszkańców pracuje w okolicznych strefach przemysłowych. Wielu mieszkańców znajduje także zatrudnienie w izraelskiej armii i policji.

## Transport
Przez miejscowość przebiega droga nr 8721, którą jadąc na zachód dojeżdża się do lokalnej drogi łączącej miejscowość Kafr Jasif z wsią Klil, i dalej do drogi nr 70. Natomiast jadąc drogą nr 8721 na północny wschód dojeżdża się do miejscowości Kefar Weradim i dalej do skrzyżowania z drogą 854 prowadzącą do drogi ekspresowej nr 89. Lokalna droga prowadzi na wschód do strefy przemysłowej Tefen.